# Formicación
Formicación es una sensación semejante al caminar de insectos sobre la piel. Es un tipo de parestesia, como la picazón (más común). Es un síntoma multicausal bien documentado. El término deriva del latín formica: hormiga.
En algunos casos, la electricidad estática puede atraer partículas a la piel y causar movimiento del vello corporal, dando una sensación de insectos arrastrándose sobre la piel.
Algunos individuos están convencidos de que la sensación se debe a la presencia de insectos reales sobre o bajo la piel. En estos casos, los pacientes tienen lo que se conoce como delirio de parasitosis. Creen que su piel está habitada por pequeños insectos o parásitos, sin que estos existan.

## Causas
Las causas de la formicación incluyen estados normales tales como el transcurso de la menopausia (es decir decaimiento hormonal). Otras causas son condiciones médicas como exposición a pesticidas, envenenamiento por mercurio, neuropatía diabética, cáncer de piel, sífilis, enfermedad de Lyme, hipocalcemia o herpes zóster (culebrilla, erupción cutánea) y neurocisticercosis. La formicación puede ser resultado de intoxicación estimulante (por metanfetaminas, cocaína) o, en alcohólicos, por síndrome de abstinencia del alcohol (delirium tremens), a menudo simultáneos a alucinaciones visuales de insectos (formicanopia). También puede ocurrir por el síndrome de abstinencia de las benzodiazepinas, discontinuación de tratamientos con antidepresivos SSRI/SNRI o tramadol, y como efectos secundarios de analgésicos opioides.[cita requerida]

## Etimología
Etimológicamente, formicación deriva del latín formica, que significa hormiga, debido a su similitud en sensación con la picazón de insectos. Este término se ha usado por varios cientos de años. En la edición de 1797 de la Encyclopædia Britannica, una descripción de la condición raphania incluye el síntoma:

...una formicación, o sensación como de hormigas u otros pequeños insectos arrastrándose sobre las partes.

Descrito otra vez en un texto instruccional de 1890:

Una variedad de picazón, a menudo encontrada en el eccema de adultos mayores, es formicación; esto se describe tan exactamente como el arrastre de miríadas de animales sobre la piel. Probablemente se debe a la irritación sucesiva de fibrillas neurales en la piel. A veces, pacientes que sufren por ello escasamente se persuaden que no se debe a insectos. Sucumbir a la tentación de rascarse, invariablemente empeora el padecimiento.